# 大石街道 (上饶市)
大石乡，是中华人民共和国江西省上饶市广丰区下辖的一个乡镇级行政单位。

## 行政区划
大石乡下辖以下地区：
抱坞亭村、溪边村、大塘底村、水阁村、四公村、大石头村和十字垄村。